# Lijst van oorlogsmonumenten in Someren
De Nederlandse gemeente Someren heeft tien oorlogsmonumenten. Hieronder een overzicht.
| Nr.  | Object                                                  | Herdachte groep | Ontwerper             | Onthulling        | Type            | Locatie                       | Plaats        | Coördinaten                   | Foto                                                    |
| ---- | ------------------------------------------------------- | --- | --------------------- | ----------------- | --------------- | ----------------------------- | ------------- | ----------------------------- | ------------------------------------------------------- |
| 427  | Lancastermonument                                       | geallieerde militairen |                       |                   | kapel           | Kerkweg, 5711                 | Lierop        | 51° 23' 57" NB, 5° 42' 23" OL | Lancastermonument                                       |
| 523  | Mariakapel                                              | burgerslachtoffers | Charles Grips (beeld) | ca 1950           | kapel           | Kerkendijk 168 A, 5712 RE     | Someren-Heide | 51° 19' 45" NB, 5° 41' 36" OL | Mariakapel                                              |
| 965  | Herdenkingsraam in het gemeentehuis                     | overig | Piet Schoenmakers     | 29 mei 1950       | glas-in-lood    | Wilhelminaplein 1, 5711 EK    | Someren       | 51° 23' 9" NB, 5° 42' 52" OL  |                                                         |
| 966  | Monument in de bossen van Moorsel                       | geallieerde militairen, verzet Nederland |                       |                   | gedenksteen     | Vaarsehoefweg, 5715           | Lierop        | 51° 24' 43" NB, 5° 40' 32" OL | Monument in de bossen van Moorsel                       |
| 967  | Monument voor Nederlandse Militairen                    | militairen in dienst van het Ned. Kon. na 1945, militairen in dienst van het Ned. Kon. 1940-1945                                                                                     | Charles Grips         | 15 mei 1949       | beeld/sculptuur | Kanaaldijk Noord, 5711        | Someren       | 51° 24' 59" NB, 5° 42' 2" OL  | Monument voor Nederlandse Militairen                    |
| 981  | Frank Doucette monument                                 | geallieerde militairen |                       | 1 september 1974  | gedenksteen     | Frank Doucettestraat, 5715 AS | Lierop        | 51° 25' 16" NB, 5° 40' 50" OL | Frank Doucette monument                                 |
| 982  | Monument aan Kanaaldijk-Zuid                            | verzet Nederland |                       |                   | gedenksteen     | Kanaaldijk-Zuid 35, 5712 BJ   | Someren-Eind  | 51° 20' 41" NB, 5° 44' 37" OL | Monument aan Kanaaldijk-Zuid                            |
| 2662 | Vandaag heeft veel van gisteren                         | militairen in dienst van het Ned. Kon. na 1945, geallieerde militairen, militairen in dienst van het Ned. Kon. 1940-1945, burgerslachtoffers, vervolgden Nederland, verzet Nederland | Cees Verhagen         | 19 september 2004 | zuil            | Wilhelminaplein 1, 5711 EK    | Someren       | 51° 23' 9" NB, 5° 42' 52" OL  | Vandaag heeft veel van gisteren                         |
| 2984 | Vrijheidsmonument                                       | allen, algemeen | Marius Boender        |                   | beeld/sculptuur | Speelheuvelplein, 5711 AR     | Someren       | 51° 23' 19" NB, 5° 42' 20" OL | Vrijheidsmonument                                       |
| 3466 | Plaquette op de begraafplaats van de Parochie St. Jozef | militairen in dienst van het Ned. Kon. na 1945 |                       | 29 mei 2003       | plaquette       | Herdersveld, 5712 ET          | Someren-Heide | 51° 20' 56" NB, 5° 41' 57" OL | Plaquette op de begraafplaats van de Parochie St. Jozef |
| 4407 | Monument voor neergestorte bemanningsleden              | geallieerde militairen | Darius Verheijden     | 10 juli 2021      | gedenksteen     | Bosrandweg, 5711              | Someren       | 51° 22' 51" NB, 5° 39' 3" OL  | Monument voor neergestorte bemanningsleden              |
|      | Stolpersteine                                           | vervolgden Nederland | Gunter Demnig         |                   | plaquette       | Zie Stolpersteine in Someren  | Someren       |                               |                                                         |

Alphen-Chaam ·
Altena ·
Asten ·
Baarle-Nassau ·
Bergeijk ·
Bergen op Zoom ·
Bernheze ·
Best ·
Bladel ·
Boekel ·
Boxtel ·
Breda ·
Cranendonck ·
Deurne ·
Dongen ·
Drimmelen ·
Eersel ·
Eindhoven ·
Etten-Leur ·
Geertruidenberg ·
Geldrop-Mierlo ·
Gemert-Bakel ·
Gilze en Rijen ·
Goirle ·
Halderberge ·
Heeze-Leende ·
Helmond ·
's-Hertogenbosch ·
Heusden ·
Hilvarenbeek ·
Laarbeek ·
Land van Cuijk ·
Loon op Zand ·
Maashorst ·
Meierijstad ·
Moerdijk ·
Nuenen, Gerwen en Nederwetten ·
Oirschot ·
Oisterwijk ·
Oosterhout ·
Oss ·
Reusel-De Mierden ·
Roosendaal ·
Rucphen ·
Sint-Michielsgestel ·
Someren ·
Son en Breugel ·
Steenbergen ·
Tilburg ·
Valkenswaard ·
Veldhoven ·
Vught ·
Waalre ·
Waalwijk ·
Woensdrecht ·
Zundert